# Tiroler Landeskonservatorium

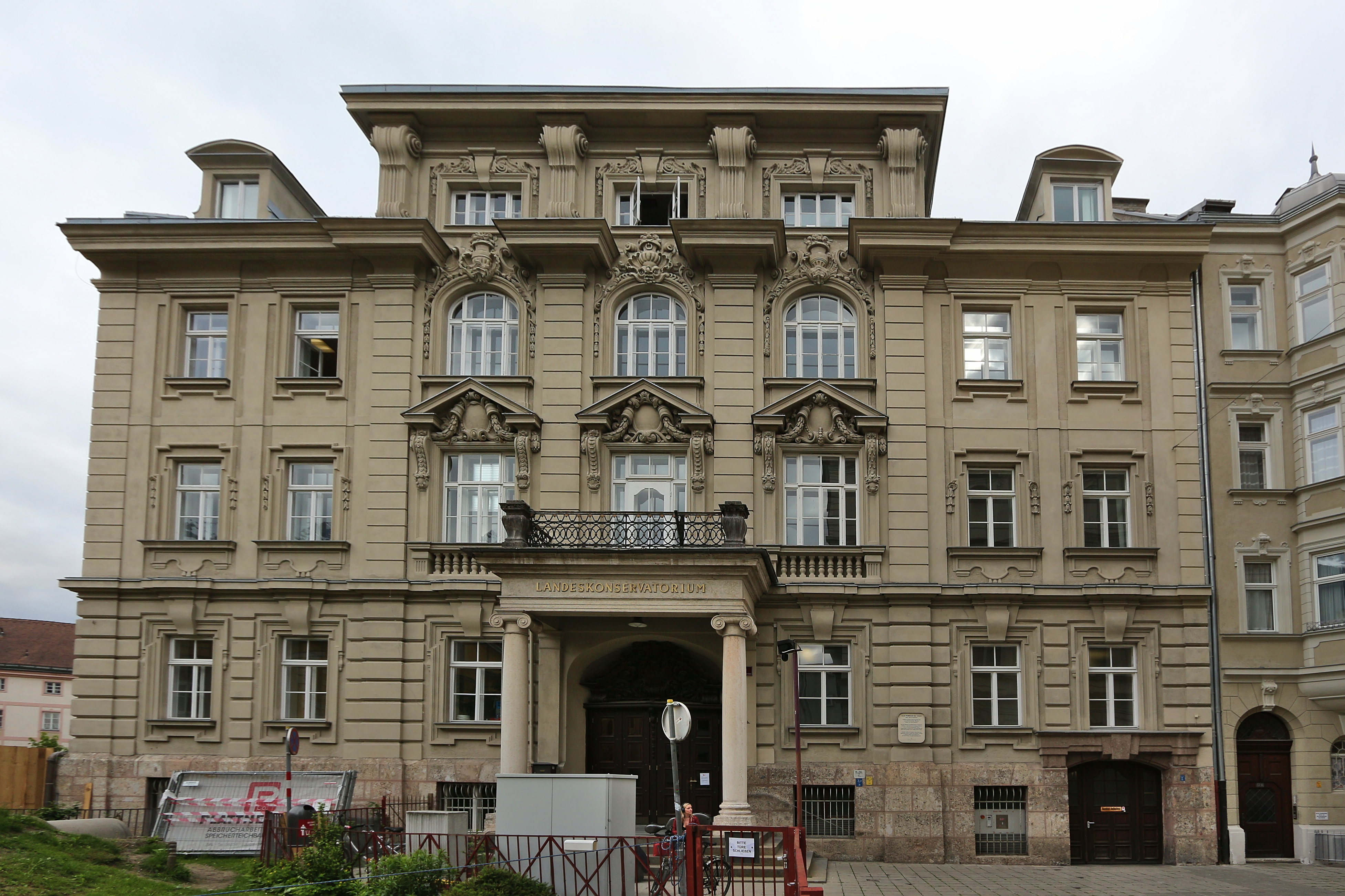
Het conservatoriumgebouw aan de Paul-Hofhaimer-Gasse

Het Tiroler Landeskonservatorium is een conservatorium in Innsbruck, dat in 1818 opgericht werd.

## Geschiedenis
Het conservatorium kan terugkijken op een lange traditie. De voorlopers van het huidige conservatorium waren de in 1818 opgerichte Musikverein en de daaruit voortgekomen Muziekschool van de stad Innsbruck. Deze muziekschool werd in 1957 tot conservatorium omgedoopt. In 1987 werd de muziekschool van het conservatorium afgesplitst en het conservatorium werd in 1990 door de deelstaat Tirol overgenomen. 
Sinds het studiejaar 2006/2007 worden er in samenwerking met de Universität Mozarteum Salzburg bachelorstudies instrumentaal- en zangpedagogiek verzorgd. 

## Organisatie
Organisatorisch is het conservatorium in volgende vakgebieden ingedeeld:
- Toetsinstrumenten
- Strijkinstrumenten
- Tokkelinstrumenten
- Blaasinstrumenten, slagwerk, Cursus HaFa-directie
- Zang, koorrepetitie
- IGP (Bachelor studies met de studierichting instrumentaal- en zang-pedagogiek)
- Elementaire muziekopleiding
- Jazz en populaire muziek
- Volksmuziek
- Wiltener Sängerknaben

Directeur is momenteel (2020) Nikolaus Duregger.

## Bekende professoren en studenten
- Florian Bramböck
- Manu Delago
- Hans Eibl
- Bernhard Gander
- Stefan Hackl
- Franz Kinzl
- Michael Mader
- Robert Riegler
- Edgar Seipenbusch
- Michael Stern